# Schijnbare beweging

Het ecliptische coördinatenstelsel is ten opzichte van het ecliptisch vlak. Dat vlak doorloopt de schijnbare jaarlijkse beweging (sjb) van de Zon, de ecliptica. De schijnbare dagelijkse beweging (sdb) loopt langs de hemelevenaar in het hemelvlak.

De schijnbare beweging is de beweging die een voorwerp lijkt te hebben vanuit het oogpunt van de waarnemer die beweegt. Meer in het bijzonder wordt deze term gebruikt bij waarnemingen van hemellichamen vanaf de Aarde. Hierbij zijn een aantal bewegingen te onderscheiden:
- de schijnbare dagelijkse beweging (sdb) van hemellichamen wordt veroorzaakt door de aardrotatie. Ze beschrijven daardoor een baan die tegengesteld is aan de aardrotatie. De sterrendag duurt 23 uur, 56 minuten en 4,09 seconden, waarmee de rotatiesnelheid 15,0411° per uur is. De sdb van de Zon zorgt buiten de poolgebieden voor het ritme van dag en nacht, en overdag de beschrijving van de zogenaamde zonneboog, met als gevolg veranderende zonnekracht (gering als de Zon laag staat) en veranderende schaduwen;
- de schijnbare jaarlijkse beweging (sjb) van de Zon, de ecliptica, wordt veroorzaakt doordat de Aarde binnen het ecliptisch vlak om de Zon draait met een periode van een jaar. Deze schijnbare beweging vindt plaats tussen de keerkringen waar de zonnewende plaatsvindt.

Een waarnemer op bijvoorbeeld 52° NB ziet de noordelijke hemelpool (ongeveer de positie van de Poolster) op een vaste plaats aan de hemel, in het noorden op een hoogte van 52°. Een hemellichaam met een declinatie tussen 38° en 90° beschrijft door de sdb een baan daaromheen (op de hemelbol van het horizontale coördinatenstelsel een cirkel), steeds boven de horizon. Een hemellichaam met een declinatie tussen −38° en 38° (waaronder de Zon) beschrijft door de sdb een baan om de noordelijke hemelpool (ook aan te duiden als een baan om de zuidelijke hemelpool), deels boven en deels onder de horizon. Het deel boven de horizon is op de hemelbol dus geen hele cirkel, maar een cirkelboog. Een hemellichaam met een declinatie onder de −38° beschrijft door de sdb een baan om de zuidelijke hemelpool, geheel onder de horizon.
Als het hemellichaam slechts voor een deel van de tijd boven de horizon is, is het voor de zichtbaarheid (in verband met de overheersende helderheid van de Zon, en daarom niet van toepassing op de Zon zelf) ook belangrijk of een deel van de boog (met name het deel dat ruim boven de horizon ligt) 's nachts beschreven wordt. Orion (rond 0°, 5u30m) is bijvoorbeeld op het noordelijk halfrond het best zichtbaar in de winter, omdat het dan 's nachts ruim boven de horizon komt. Orion is namelijk qua rechte klimming) dicht bij het zomerpunt (23,5°, 6u0m) en dus ver van het winterpunt (−23,5°, 18u0m).